# Janne Wagler

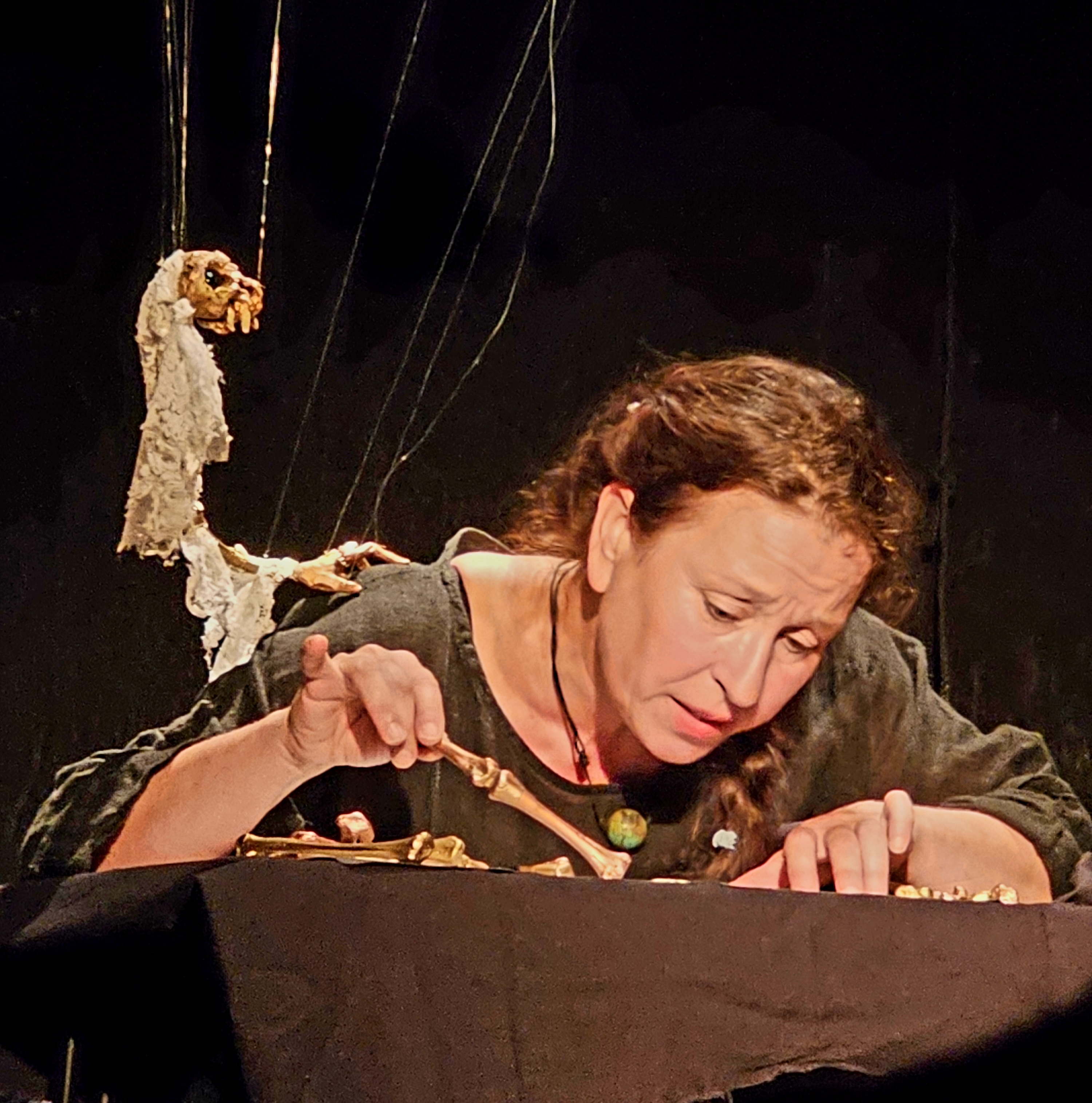
Janne Wagler, 2024

Janne Wagler (* 1970 in Chemnitz) ist eine deutsche Theaterschauspielerin, Figurenspielerin, Autorin von Theaterstücken, Theaterpädagogin und Regisseurin.

## Leben
Janne Wagler ist in der DDR in Chemnitz und Dresden aufgewachsen. Vor dem Mauerfall floh sie über Ungarn und Österreich nach Westdeutschland. Sie lebt mit ihrer Familie in Tübingen.

## Ausbildung und Karriere
Nach dem Abitur begann Janne Wagler ihre Theaterlaufbahn als Schauspielelevin an den Landesbühnen Sachsen in Dresden und am Eduard-von-Winterstein-Theater Annaberg.
Am Figurentheater-Kolleg Bochum absolvierte sie über mehrere Jahre Fortbildungen. Es folgte eine dreijährige Ausbildung zur Theatertherapeutin an der Deutschen Gesellschaft für Theatertherapie in Berlin (DGfT).
Nach langjähriger Mitgliedschaft als Schauspielerin im Ensemble des Generationentheaters Zeitsprung am Landestheater Tübingen, Gastengagements am Theater Lindenhof, Melchingen, und Engagements beim Schwarzer Panther Film wechselte sie 2001 an das Reutlinger Kinder- und Jugendtheater Patati Patata, wo sie zehn Jahre Ensemblemitglied war.
2015 hatte sie die künstlerische Gesamtleitung des Theaterprojekts Die Jüdin von Toledo, das in Kooperation mit der Musikgruppe Asamblea Mediterranea entstanden ist.

## Wirken am Theater Gobelin
2013 gründete sie ihr eigenes Theater Gobelin, das auch ein Tourneetheater ist und seit 2022 eine Spielstätte in Rottenburg hat. Sie entwickelt und spielt dort Stücke für Kinder und Erwachsene. Die Themen schöpft sie aus Märchen und Mythen und vermischt sie mit dokumentarischem und biografischem Material. Im Januar 2024 fand die Premiere eines vor Ort entwickelten Stücks statt: Schloss Eins. Ein Stück Mechthild. Es ist ein Theaterstück über die Gräfin Mechthild von der Pfalz, die im 15. Jahrhundert in Rottenburg einen Musenhof hatte. In diesem Theatersolo, das auch mit Handpuppen gespielt wird, erwacht Mechthild in ihrer Gruft und begegnet dem Publikum.
Prägend für ihre Theaterarbeit ist eine publikumsoffene Spielweise und die Suche nach Grenzüberschreitungen hin zur bildenden Kunst. Dabei setzt sie neben Handpuppen auch Materialien wie Ton, Äste und Stoffe ein, die mehr als bloße Requisiten sein sollen und arbeitet mit Musik und Klängen. Sie tritt auch als Performancekünstlerin auf.
Seit 2020 ist Janne Wagler zweite Vorsitzende im Künstlerhof Rottenburg, wo sie auch ihr Atelier eingerichtet hat.
Neben ihrer Tätigkeit als Schauspielerin schreibt Janne Wagler ihre Stücke selbst und arbeitet auch als Regisseurin. Darüber hinaus bietet sie Theater- und Schreibprojekte an, so zum Beispiel für Häftlinge in der Justizvollzugsanstalt Rottenburg.
In ihrem Atelier im Künstlerhof Rottenburg bietet Janne Wagler auch regelmäßig Theater- und Improvisationsworkshops an.

## Kooperationen
Eine enge Verbindung besteht mit der Figurenspielerin Anna Rosenfelder vom Theater Papilio, mit der sie im Verein „Von klein AUF“ Kinder bis sechs Jahre mit kreativen Materialien in künstlerische Prozesse einbezieht.
Weitere Kooperationen bestehen mit Frank Soehnle und dem figurentheater tübingen sowie mit dem Figurentheater Christian Glötzner.
Für das Naturtheater Renningen hat Janne Wagler zwischen 2017 und 2022 im Rahmen von Theater für die Familie als Autorin verschiedene Märchen für die Aufführungen bearbeitet.

## Wirken im Ausland
Von 2015 bis 2018 arbeitete Janne Wagler in mehrmonatigen Aufenthalten in einem Altenheim in Haifa und einem Hospiz in Jerusalem. Diese Zeit war prägend für sie. Sie schrieb Tagebuch und interviewte dort Holocaustüberlebende und Beduinen. In dem daraus entstandenen Theaterstück Die Brücke nach Haifa erzählt sie von sich und ihrer Liebe zu Palästinensern und Juden. Durch ihre eigene Fluchterfahrung aus der DDR habe sie die Situation der Menschen in Israel persönlich berührt. Dies gab ihr den Impuls, daraus ein biografisches Theaterstück zu entwickeln.
2018 arbeitete sie als artist in residence am Monkeyshine Theatre in Kilkenny, Irland.
Janne Wagler bespielt große und kleine Bühnen in ganz Deutschland. Bei Gastspielen trat sie in Frankreich, Italien, Russland, Österreich und Irland auf.

## Produktionen (Auswahl)
- Fräulein Else von Arthur Schnitzler, Regie: Werner Jauch
- Camille Claudel. Bildhauerin Regie: Julian Knab
- Es war ein Mädchen. Die Geschichte einer Kindsmörderin Regie: Julian Knab
- Arachne. Wahr sagen, Regie: Frank Soehnle
- Die Jüdin von Toledo, Regie, Idee und Text: Janne Wagler
- Die Brücke nach Haifa, dokumentarisch-biografisches Theaterstück, Idee und Spiel: Janne Wagler
- Schloss Eins. Ein Stück Mechthild, Regie: Anna Rosenfelder
- An diesem Tag wollte ich Flieger werden: Szenische Lesung zu Josef Eberle